# Clepsis unicolorana
Clepsis unicolorana is een vlinder uit de familie bladrollers (Tortricidae). De wetenschappelijke naam is voor het eerst geldig gepubliceerd in 1835 door Duponchel.
De soort komt voor in Europa.